# イモリ201
『イモリ201』は、今井ユウによる日本の漫画作品。『週刊ヤングマガジン』（講談社）にて2010年51号から2011年1号にかけて読み切り作品として掲載された後、『月刊ヤングマガジン』（同）2011年2号より連載を開始。同誌2011年6号をもって第1部が終了し、2011年11号より第2部が開始。2014年2月号をもって完結した。単行本は全5巻、累計15万部を突破。

## あらすじ
中高ともに男子校で、全く女の子と縁がなかった、冴えない2浪の予備校生・川島桃太郎に奇跡の出会いが訪れた。引っ越し先のアパートの隣室に、キュートだがどこか風変わりな女子高生が1人で住んでいたのだ。一人暮らしの女子高生の隣人になれたという思ってもいないラッキーな状況に大喜びの川島だったが、隣室の女子高生こと、井森マキの正体は単なる、ビールが大好きな21歳の無職女性で、趣味で女子高生の格好をしているだけだった。さらに、井森は次から次へとトラブルを起こし、厄介事を持ち込んでくるので、川島の受験勉強はちっとも進まず、周囲からは「3浪確定」とまで言われる始末。そのため、川島は井森の存在を迷惑に思うようになるが、一方で井森を女性として意識するようになり、「大学に合格したら告白する」と井森に宣言する。井森の方も満更でもない素振りを見せながら、川島が大学に合格する日を待ち続けるが、そんな井森の元にイギリスに住む父親から手紙が届く。

## 登場人物
川島桃太郎（かわしま ももたろう）
本作の主人公で、冴えない2浪の予備校生。実家を追い出され、とあるアパートの部屋で新生活を始めようとした矢先、隣人である井森と知り合う。当初は、井森の正体を知らなかったため、女子高生と友達になれたことに舞い上がっていた。井森の正体を知ってからは、その破天荒な言動に振り回されるようになり、受験勉強の邪魔になる時は、邪険に扱うこともあるが、本心では井森に恋心を抱いている模様で、彼女に欲情することもしばしばある。ハルカからは、井森の相方として認識されている。
浪人時代は、模試の結果が全てE判定未満であるなど、受験勉強の成果は絶望的に実っていなかった。
受験3年目でようやく大学に合格。井森の渡英後、井森に接するときのノリで女の子たちにアプローチしていたが、女の子たちからは変態扱いされて、ことごとくふられまくり、所属していた大学のサークルからも追放される。その後、「女子高生の井森が好き」という気持ちに気が付き、イギリスに渡って、井森の父の個展会場に乗り込み、井森に想いを打ち明けた。
井森マキ（いもり マキ） / 麻紀
本作のメインヒロインで、21歳無職の自称・女子高生。「24時間、365日、私は女子高生でいたい」という信念のもと、常に女子高生として振る舞っている。外出時にはセーラー服を常用しているが、下着は着用せず、代わりにスクール水着を着ている。
女子高生を自称しているが、無類の酒、特にビール好きであり、昼夜問わず酔っぱらっては壁を破壊するなどの暴走行為に走り、警察の御厄介になることもしばしばある。
暴飲暴食癖があるため、体型は少々ムチムチ気味であるが、胸はかなりの巨乳で当人曰く「スーパージャンボ肉まんサイズ」。
父は高名な画家。小さい時には母親がおらず（離別か死別か不明）、父親も不在がちだったため寂しい幼少期を過ごす。そのとき、自分の面倒を見てくれ、父の絵のモデルもつとめていた女子高生に憧れ、女子高生になろうと志す。しかし、中学生の時に父とともにイギリスに渡ることになり、日本の女子高生の姿になることが出来なかったため、日本に帰国後、女子高生の姿をするようになる。自分が女子高生を志すきっかけとなった少女からもらったリストバンドを大事に持っている。
川島の大学合格を見届けて、イギリスの父のもとに戻ったが、イギリスまで自分に告白してきた川島の想いを受け止め、日本にいた時に住んでいたアパートに一緒に帰ろうと川島に呼びかける。
栗山椿（くりやま つばき）
井森の従妹で、聖ヒルトン学園高等学校に通う17歳。自らを「お菓子の国のプリンセス 栗山シャルロッテ椿」と名乗るなど、頭の中のお花畑具合は井森といい勝負。実家は駄菓子屋で、出身は千葉県松戸市。ルックスは従姉である井森と似ており、お嬢様言葉で喋る。Sっ気があり、鞭を常備して、ことあるごとに周囲の人物をシバく。風紀委員長として風紀委員を統率している。胸のサイズは井森曰く「小龍包サイズ」。
松岡青葉（まつおか あおば）
ツバキのクラスメイト。常に敬語で話し、異常なまでのお人好しであり、当人曰く「断れない女」。胸は井森曰く「ジャンボシュークリームサイズ」。まりなとはかなり親密な関係。期末テストの順位が学年最下位に限りなく近いなど学校の成績は極端に悪いが、自分の成績を全く把握しておらず、分不相応な進路希望ばかり述べて、担任教師をあきれさせている。
林えりか（はやし えりか）
海燕（かいえん）大学コスプレ同好会会長。自称「伝説の魔法少女・エーリカ」の生まれ変わり。自身のブログを持っているが、荒らしによる書き込みが多い。オンラインゲームにもはまっており、ゲーム内では運営者を脅かすほどの大規模なギルドを形成している。一方で、実生活では就職試験に落ちまくり、一時は自殺を考えたが、面接150社目でようやく内定をもらえた。
水谷敦士（みずたに あつし）
川島の後輩。川島の引っ越しを手伝うなど、仲は良いようだが、周囲の暴走に巻き込まれる川島を呆れ気味に見てもいる。巨乳嫌いの貧乳好きを自称しているが、実際は単なるロリコンである。
荒木ハルカ（あらき ハルカ）
東通り西交番に勤務する婦警。なぜか井森を目の敵にしており、ことあるごとに井森を追い掛け回している。胸は井森曰く「ワンタンあるいはラビオリサイズ」の貧乳で、当人もそのことをかなりコンプレックスに思っている様子。麻雀が得意で、その腕前はアマ雀士としてCSの麻雀番組に出演するほど。
八木沢まりな（やぎさわ まりな）
東通り西交番に勤務する婦警で、ハルカの後輩。普段は、基本的に先輩であるハルカと行動を共にしている。レズビアンであり、可愛い女の子を見つけると、自慢のテクニックでノンケの相手ですら自分の虜にしてしまう（特に自分が酔っぱらっている時）。胸は井森曰く「○×△□（たとえようがない）」ほどの大きさで、ブラのサイズはIカップ (B:100) 。将棋が得意。青葉とはかなり親密な関係。
鮫島楓（さめじま かえで）
本作の裏ヒロイン的な存在。聖ヒルトン学園生徒会顧問で体育教師。34歳。三十路を過ぎても男っ気がないことを気にしている。サウナで川島に胸を揉まれたのを機に、川島にストーカーじみたメールを送るようになり、ことあるごとに川島に迫る。井森への想いを再確認した川島に渡英の費用を渡すなど気風の良い面もある。
自分より若くてかわいい女子生徒に嫉妬して無意味にしごくことがあるが、鮫島のもとにやって来た教育実習生は鮫島が「生徒に慕われている」という感想を抱いた。
梶間羽姫葉（かじま うきは）
川島や井森が住むアパートの大家の娘。小学5年生。基本的に無邪気な性格だが、無意識のうちに他人を傷つける言動をしてしまう。セリフの最後には必ず「ぬ」をつける。井森から「ウッキーナ」と呼ばれている。
城伊緒莉（じょう いおり）
羽姫葉の親友。牧師の娘。かわいそうな動物や人間を見ると放っておけない優しい性格で、川島や井森にも憐れみの感情を抱いている。羽姫葉から「いおっち」と呼ばれている。

## 書誌情報
- 今井ユウ『イモリ201』 講談社〈ヤンマガKCスペシャル〉、全5巻[3]
  1. 2011年7月6日発売、ISBN 978-4-06-382057-7
  2. 2012年4月6日発売、ISBN 978-4-06-382161-1
  3. 2012年11月6日発売、ISBN 978-4-06-382236-6
  4. 2013年7月5日発売、ISBN 978-4-06-382323-3
  5. 2014年3月6日発売、ISBN 978-4-06-382438-4